# NGC 5551
NGC 5551 (другие обозначения — MCG 1-36-37, ZWG 47.3, IRAS14164+0540, PGC 51139) — эллиптическая галактика (E) в созвездии Дева.
Этот объект входит в число перечисленных в оригинальной редакции «Нового общего каталога».